# Pirk
Pirk é um município da Alemanha, no distrito de Neustadt an der Waldnaab, na região administrativa de Oberpfalz, estado de Baviera.
A cidade de Pirk é membro do Verwaltungsgemeinschaft de Schirmitz.